# 堀木駅
堀木駅（ほりきえき）は、三重県四日市市堀木にあった、近畿日本鉄道（近鉄）湯の山線の鉄道駅（廃駅）である。周辺には四日市市の公共施設が多くある。

## 歴史
- 1913年（大正2年）9月24日：四日市鉄道（現在の湯の山線）の諏訪（現・近鉄四日市） - 川島村（現・伊勢川島）間開通時に開業。
- 1931年（昭和6年）3月1日：会社合併により三重鉄道の駅となる。
- 1944年（昭和19年）2月11日：会社合併により三重交通の駅となる。
- 1952年（昭和27年）以前：休止。
- 1956年（昭和31年）9月23日：名古屋線四日市付近経路変更に伴い、諏訪 - 中川原間が新線に切り替え（この時、諏訪駅は新線上に移転し近畿日本四日市駅に改称。1970年に近鉄四日市駅に改称されている）。
- 1964年（昭和39年）2月1日：三重交通が鉄道事業を三重電気鉄道に分離譲渡、三重電気鉄道の駅となる。
- 1965年（昭和40年）4月1日：会社合併により近畿日本鉄道の駅となる。
- 1969年（昭和44年）5月15日：休止中の製絨所前駅、小生駅、神森駅、宿野駅と共に廃止。

## 利用状況
主として通学・通勤用に利用された。

## 隣の駅
近畿日本鉄道
■湯の山線
近鉄四日市駅 - 堀木駅 - 中川原駅